# Cordélia (lune)
Pour les articles homonymes, voir Cordélia.
Cordélia (U VI Cordelia) est un satellite naturel d'Uranus. Parmi ceux-ci, il est celui avec l'orbite la plus interne connue.
Cordélia fut découverte en 1986 par la sonde Voyager 2, d'où sa désignation temporaire S/1986 U 7. Excepté son rayon orbital et une estimation de ses dimensions, on ne connaît que peu de choses à son sujet.
La position de Cordélia et Ophélie permet de stabiliser l'anneau epsilon d'Uranus en délimitant ses bords. Il s'agit donc d'un satellite berger.
Cordélia est située en deçà du rayon de l'orbite synchrone ; c'est-à-dire que son orbite est si basse qu'il lui faut moins de temps pour effectuer le tour complet d'Uranus qu'Uranus met pour faire un tour complet sur elle-même.
Les forces de marée exercées par Uranus ralentissent donc lentement Cordélia, qui perd de l'altitude et finira un jour par s'écraser sur Uranus.
Elle tire son nom de la plus jeune des filles du roi dans la pièce Le Roi Lear de William Shakespeare.